# Carl Attrezzi
Sir Carl Attrezzi soprannominato "Cricchetto" dagli amici, è un personaggio immaginario, un carro attrezzi  co-protagonista di Cars - Motori ruggenti (2006), protagonista di Cars 2 (2011) e personaggio di supporto in Cars 3 (2017). È inoltre il personaggio principale della serie Cars Toons prodotta nel 2008 e del cortometraggio Carl Attrezzi e la luce fantasma prodotto dalla Pixar lo stesso anno dell'uscita del primo film.
È doppiato dall'attore Larry the Cable Guy nella versione originale e da Marco Messeri in quella italiana. Il suo design è ispirato probabilmente a un vecchio furgone FIAT il 616, molto famoso negli anni sessanta. Nella scena flashback di Radiator Springs com'era prima della costruzione dell'autostrada, lui era celeste e possedeva sia entrambi i fanali anteriori sia il cofano. Adesso è tutto arrugginito e possiede un solo fanale anteriore funzionante mentre il cofano è andato perduto. Ha gli occhi verdi ed inoltre è caratterizzato da due grossi denti sporgenti, una luce lampeggiante e da un gancio che usa per trainare i veicoli incidentati.

## Biografia del personaggio

### Cars - Motori ruggenti(2006)
(Intercalare di Cricchetto)
Cricchetto gestisce l'officina "Tow Mater Towing & Salvage" ed è il primo a fare amicizia e sostenere Saetta McQueen durante la sua avventura a Radiator Springs. Durante il film, mostra all'amico sportivo il suo gioco preferito, ossia rovesciare i trattori che dormono nei campi spaventandoli ("Ribaltamento trattori", in originale Tractor Tipping) e come guidare in retromarcia senza schiantarsi, una tecnica che il protagonista usa per contrastare le sporche corse di Chick Hicks nella gara per la Piston Cup. Alla fine McQueen chiede a Tex di dare a Cricchetto l'opportunità di volare su un elicottero Dinoco come ha sempre desiderato, dimostrando che ormai sono diventati migliori amici.

### Carl Attrezzi e la luce fantasma(2006)

Cricchetto inseguito dal Semaforo Fantasma nel corto Carl Attrezzi e la luce fantasma

Il simpatico autocarro ha compiuto diversi scherzi ai danni dei suoi concittadini veicoli di Radiator Springs. Costoro decidono di rendergli pan per focaccia, così lo Sceriffo si inventa una storia terribile basata su una leggenda del luogo: il "Semaforo Fantasma". Secondo la leggenda, il Semaforo Fantasma sarebbe un misterioso globo di luce blu che si aggira sulle strade della zona nelle notti d'estate e fa scomparire nel nulla qualsiasi veicolo che incontri sul suo percorso. Dopo che Cricchetto, piuttosto intimorito, ha fatto ritorno alla sua abitazione e sta cercando di tranquillizzarsi, Saetta e Guido appendono una lanterna blu al suo gancio. Cricchetto va nel panico, e si mette a correre a tutta velocità per le strade di Radiator Springs, salvo poi accorgersi della burla che poi i suoi amici e abitanti della città gli spiegano essere solo uno scherzo, mentre Doc racconta che l'unica cosa di cui aver paura sono proprio le sue paure e, ovviamente, della Strega Urlante. Il corto termina con Cricchetto, di nuovo solo e impaurito, sovrastato da un'enorme ruspa a cui raccomanda di fare attenzione alla Strega Urlante, non rendendosi conto che proprio quella è la strega.

### Cars Toons(2008)
(Cricchetto durante la sigla della serie animata)
Ogni storia inizia con Cricchetto che racconta una storia inverosimile del suo passato. Nella storia, lui si ritrova in una situazione inevitabile. Quando McQueen gli chiede se gli eventi della storia si siano effettivamente verificati, lui risponde: “Non ti ricordi? C'eri anche tu!”, e continua la storia includendo l'improvvisa partecipazione di McQueen. La breve serie termina con Cricchetto che lascia la scena, spesso seguito da personaggi o riferimenti alla storia che veniva raccontata, dando la possibilità che la storia potesse essere realmente accaduta.

### Cars 2(2011)
(Cricchetto rivolto a Finn McMissile)
L'amicizia di Cricchetto con Saetta McQueen è cresciuta piuttosto che diminuita, con una lunga stretta di mano del migliore amico per dimostrarlo. Egli valuta ogni ammaccatura procuratasi durante le sue avventure con Saetta come simbolo della loro amicizia. Nel tentativo di difendere il suo amico contro l'avversario Francesco Bernoulli, Cricchetto fa correre Saetta nel World Grand Prix. Saetta, a sua volta, lo invita a unirsi a lui, e partono da Radiator Springs in Giappone per la prima gara. Cricchetto viene presto scambiato per un agente segreto americano dall'agente Holley Shiftwell, che lo coinvolge nel mondo delle spie assieme a Finn McMissile. Durante la prima gara, l'autocarro causa accidentalmente una comunicazione errata che costa a McQueen la gara: le cose si mettono subito molto male e alla fine McQueen, accecato dalla rabbia, gli dice di non volere più il suo aiuto. In effetti, McQueen suggerisce che le buffonate di Cricchetto sono il motivo per cui normalmente l'auto da corsa non lo accompagna mai nelle sue gare. Sentendosi rattristato e in preda ai sensi di colpa, Cricchetto decide di tornare a casa, ma viene coinvolto un'altra volta nella missione degli agenti britannici. Alla fine, Cricchetto risolve il mistero del Grand Prix mondiale durante la terza e ultima gara di Londra, e la Regina gli conferisce il titolo di cavaliere onorario per il suo coraggio. Alla fine del film, decide di competere nel non ufficiale Radiator Springs Grand Prix con McQueen dopo aver ottenuto un paio di missili.

### Cars 3(2017)
Cricchetto assume un ruolo di supporto nel terzo film. Egli rimane il miglior amico e sostenitore di McQueen, senza mai perdere gare per mostrare con orgoglio molto supporto, arrivando fino a sfoggiare i migliori prodotti indossabili. È anche lì con Sally per confortare l'amico sportivo dopo l'incidente, ed è tra gli altri residenti di Radiator Springs a testimoniare che McQueen alla fine prende la decisione di continuare a correre. Più tardi, nel bel mezzo del film, un McQueen inaspettato lo chiama con FaceTime ed entrambi hanno una conversazione piacevole e commovente. McQueen chiede aiuto a Cricchetto dopo aver visto che Jackson Storm, suo avversario nelle gare, ha un nuovo record di velocità, con tutto il potenziale per batterlo. In risposta, Cricchetto suggerisce inconsciamente che McQueen rintraccia e ottiene alcuni consigli dal mentore di Doc Hudson, Smokey. È visto essere consapevole dei piani egoistici di Sterling sotto le sue parole e acquista un po' di tempo distraendolo dal mantenere McQueen per convincere Cruz Ramirez a rimpiazzarlo durante la gara (cosa, di fatto, consentita dal regolamento, a patto che venga esposto lo stesso numero, in questo caso il 95). È anche visto con tutti a Radiator Springs quando Saetta mostra il suo nuovo aspetto. In una scena post-crediti, Cricchetto sta cantando una canzone divertente e sta pulendo la sua sorte, e quando il suo telefono squilla, viene sorpreso e salta dalla paura, poi inavvertitamente bussa all'antenna di ricezione insieme a pneumatici che cadono dal tetto della sua baracca, e l'immagine sul suo telefono si spegne, con suo grande sgomento.